# Surgut
Surgut (rusko: Сургу́т, IPA: [sʊrˈgut]; hantijsko: Сәрханӆ, Sərhanł) je mesto v Hanti-Mansijskem avtonomnem okrožju v Rusiji na reki Ob blizu sotočja z reko Irtiš. Je eno od nekaj mest v Rusiji, ki so po prebivalstvu, gospodarski aktivnosti in turističnem prometu večja od glavnega mesta oblasti. Leta 2021 je imelo mesto 396.443 prebivalcev.
Ime mesta izhaja, po eni od teorij, iz hantijskih besed sur (riba) in gut (luknja). Ustanovljeno je bilo leta 1594 na ukaz carja Fjodorja I.

## Zgodovina
Ob koncu 16. stoletja je bil Surgut majhna trdnjava z dvema vhodoma in petimi stolpi, od katerih je imel en cestišče. Leta 1596 je bil zgrajen Gostini dvor. V 17. in 18. stoletju je bil Surgut center ruskega razvoja v Sibiriji. Utrdba je bila zgrajena iz močnega lesa in je stala na rtu, tako da je bilo nemogoče pristopiti do trdnjave neopaženo tako po reki, kot tudi po kopnem. Na osrednjem trgu stare naselbine je stalo svetišče. Trdnjava je bila obdana z obrambnim jarkom. Izven vasi so bile posebne stavbe – obrtniške delavnice, zlasti kovačnica. Leta 1625 je tam živelo 222 vojakov. Pozneje je zaradi visoke smrtnosti prebivalstvo postopoma upadlo. Leta 1627 je tam živelo 216 ljudi, kar je upadlo na 200 leta 1635 in 199 leta 1642. V drugi polovici 17. stoletja se je prebivalstvo gibalo okrog 200 ljudi, ob koncu stoletja pa je v Surgutu živelo 185 ljudi.
Leta 1782 je bilo ustanovljeno mesto Surgut in leta 1785 je bil potrjen grb naselja. Ob koncu 18. stoletja je mesto izgubilo na pomenu na račun južnosibirskih mest. Ob popisu leta 1897 je živelo v mestu 1100 prebivalcev. Glavni poklici prebivalcev so bili ribištvo, nabiranje divjih rastlin, trgovina, živinoreja in nabiranje lesa za kurjavo.
V 60. letih 20. stoletja se je začela hitra urbanizacija in Surgut je postal center za pridobivanje nafte in zemeljskega plina. 25. junija 1965 je Surgut prejel status mesta.

## Gospodarstvo
V mestu je največje pristanišče na reki Ob in največje cestno in železniško vozlišče v severozahodni Sibiriji ter dve od najmočnejših elektrarn na svetu, SDPP-1 in SDPP-2 z močjo 7200 MW.
Gospodarstvo Surguta je vezano na predelavo nafte in zemeljskega plina in mesto je znano kot »naftna prestolnica Rusije«.

## Pobratena mesta
Surgut je pobraten z:
- Čaojang, Kitajska
- Katerini, Grčija
- Zalaegerszeg, Madžarska